# Cytopathologie
Cytopathologie is een onderdeel van het vakgebied pathologie dat zich bezighoudt met het bestuderen en diagnosticeren van ziekten op cellulair niveau. Deze discipline is opgericht door Rudolf Virchow in 1858.
Een welbekende toepassing van cytopathologie is het uitstrijkje, dat gebruikt wordt om voorstadia van baarmoederhalskanker, in de vorm van een cervicale intra-epitheliale neoplasie, te ontdekken. Andere toepassingen zijn vaak gericht op het diagnosticeren van verschillende soorten kanker, maar ook bepaalde infectieziekten en ontstekingen kunnen worden gedetecteerd met behulp van cytopathologische technieken.
Cytopathologie wordt vaak kortweg cytologie genoemd, terwijl deze discipline zich bezighoudt met het bestuderen van de cel in algemene zin, terwijl cytopathologie zich bezighoudt met het bestuderen van aandoeningen op cellulair niveau.